# Lac Tempe

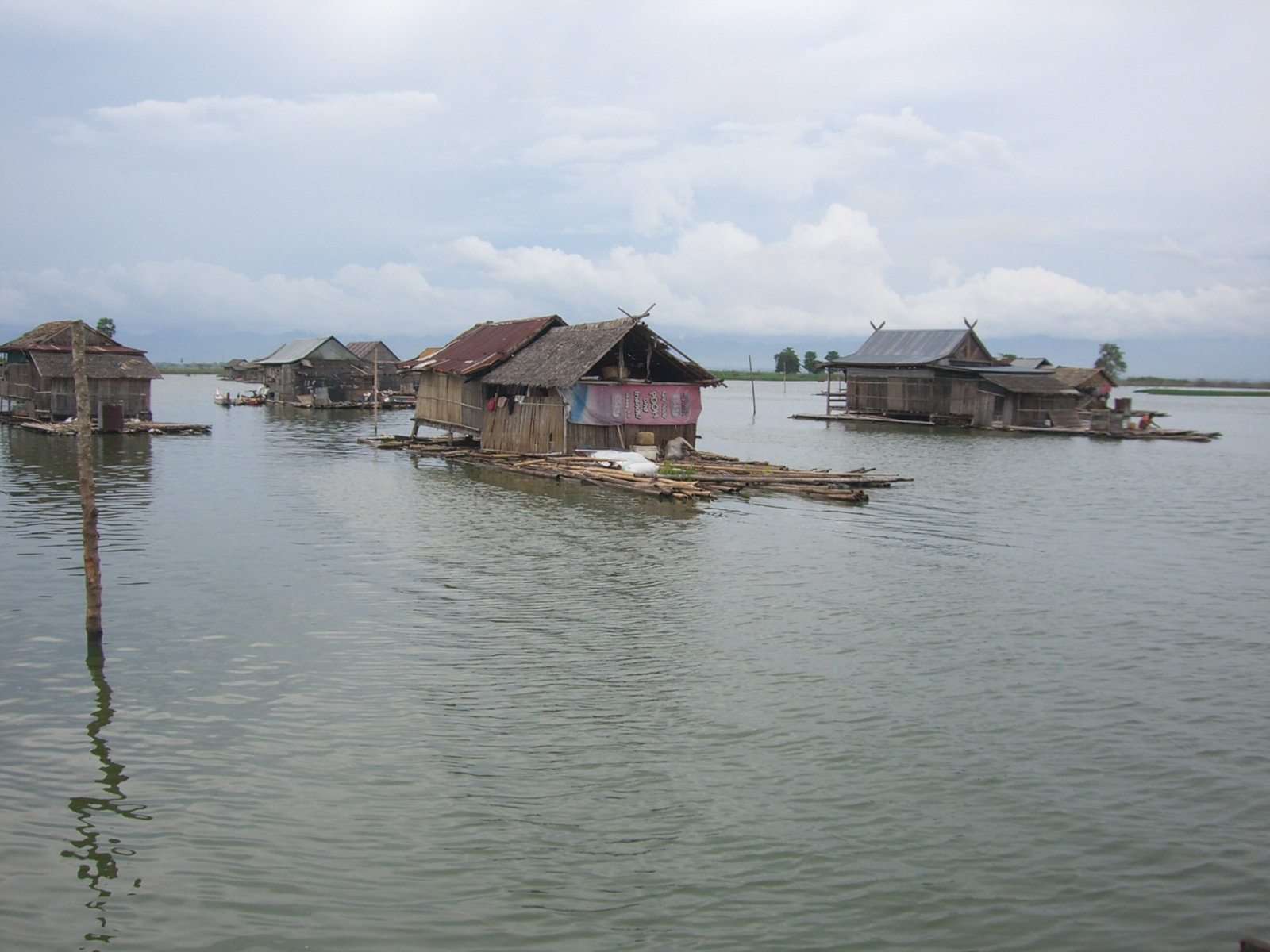
Village flottant sur le lac Tempe

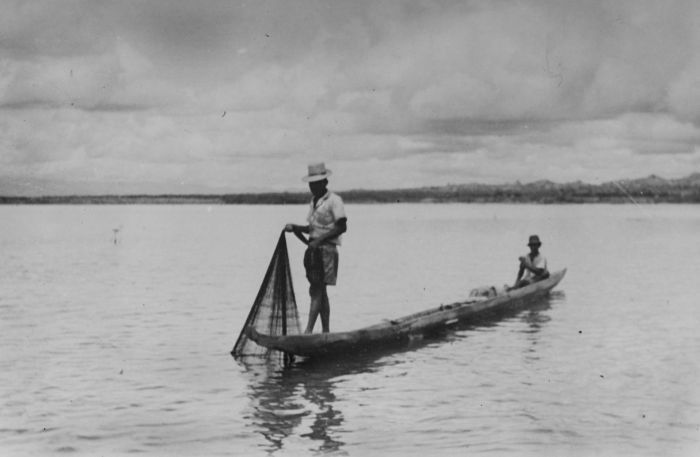
Pêcheurs sur le lac Tempe (1948-1949)

Le lac Tempe (en indonésien Danau Tempe) est un lac dans le kabupaten de Wajo, dans la province de  Sulawesi du Sud, dans l'île indonésienne de Sulawesi.

## Tourisme
Situé au cœur du pays bugis, le lac est une destination touristique.
Chaque année, le 23 août, les pêcheurs du lac Tempe organisent une fête rituelle appelée "Maccera Tappareng" ou "purification du lac", au cours de laquelle on sacrifie un bœuf. Les participants portent tous le baju bodo, le vêtement traditionnel des Bugis. En même temps que cette fête se tient le Festival du Lac Tempe, animé par des courses de barques traditionnelles, de barques d'apparat, de concours de cerfs-volants, d'élection de la Kallolona (sorte de "Miss" traditionnelle) du pays Wajo, de percussion de mortiers à riz padendang, de représentations de musique traditionnelle et de danse de bissu (travestis personnifiant les êtres ni hommes ni femmes de la mythologie bugis) et autres spectacles traditionnels.